# THTPA
THTPA (англ. Thiamine triphosphatase) – білок, який кодується однойменним геном, розташованим у людей на 14-й хромосомі. Довжина поліпептидного ланцюга білка становить 230 амінокислот, а молекулярна маса — 25 566.
| 10         |  | 20         |  | 30         |  | 40         |  | 50         |
| ---------- |  | ---------- |  | ---------- |  | ---------- |  | ---------- |
| MAQGLIEVER |  | KFLPGPGTEE |  | RLQELGGTLE |  | YRVTFRDTYY |  | DTPELSLMQA |
| DHWLRRREDS |  | GWELKCPGAA |  | GVLGPHTEYK |  | ELTAEPTIVA |  | QLCKVLRADG |
| LGAGDVAAVL |  | GPLGLQEVAS |  | FVTKRSAWKL |  | VLLGADEEEP |  | QLRVDLDTAD |
| FGYAVGEVEA |  | LVHEEAEVPT |  | ALEKIHRLSS |  | MLGVPAQETA |  | PAKLIVYLQR |
| FRPQDYQRLL |  | EVNSSRERPQ |  | ETEDPDHCLG |  |            |  |            |

A: Аланін

C: Цистеїн

D: Аспарагінова кислота

E: Глутамінова кислота

F: Фенілаланін

G: Гліцин

H: Гістидин

I: Ізолейцин

K: Лізин

L: Лейцин

M: Метіонін

N: Аспарагін

P: Пролін

Q: Глутамін

R: Аргінін

S: Серин

T: Треонін

V: Валін

W: Триптофан

Кодований геном білок за функцією належить до гідролаз. 
Задіяний у таких біологічних процесах, як ацетилювання, альтернативний сплайсинг. 
Білок має сайт для зв'язування з іонами металів, іоном магнію. 
Локалізований у цитоплазмі.